# Rimicaris
Rimicaris is een geslacht van kreeftachtigen uit de klasse van de Malacostraca (hogere kreeftachtigen).

## Soorten
- Rimicaris exoculata Williams & Rona, 1986
- Rimicaris hybisae Nye, Copley & Plouviez, 2012
- Rimicaris kairei Watabe & Hashimoto, 2002